# Olieskrabering
 Der er for få eller ingen kildehenvisninger i denne artikel, hvilket er et problem. Du kan hjælpe ved at angive troværdige kilder til de påstande, som fremføres i artiklen.

Olieskraberingen sidder under kompressionsringene på et stempel og begrænser den oliemængde, der kan komme op i forbrændingsrummet. Ringen skraber overskydende olie af cylindervæggen og leder den gennem huller i ringen og i stemplet tilbage til motorens bundkar.
| Motor | Spire Denne artikel om motorer og motordele er en spire som bør udbygges. Du er velkommen til at hjælpe Wikipedia ved at udvide den. |